# Reliefs des douze travaux d’Hercule
Les reliefs des douze travaux d’Hercule sont un ensemble de hauts-reliefs (parfois fragmentaires) en marbre de Saint-Béat actuellement conservés au Musée Saint-Raymond à Toulouse, datant de la fin du IIIe siècle. Cet ensemble de sculptures est issu du site de fouilles de la villa romaine de Chiragan.

## Description
L'ensemble comporte des pièces permettant d'identifier 10 des 12 Travaux d'Hercule. Ces pièces ont été retrouvées progressivement et sont dans un état de conservation divers : si certains éléments en sont bien conservés, d'autres ne le sont qu'à l'état fragmentaire. Les marbres étaient peints initialement. Le marbre utilisé est peut-être un marbre local issu des carrières de Saint-Béat. La taille des représentations est approximativement 1,44 m sur 0,88 m. L'ensemble a été étudié par D. Cazes entre 1994 et 1999, ce qui a permis de compléter les identifications à partir de nombreux fragments.

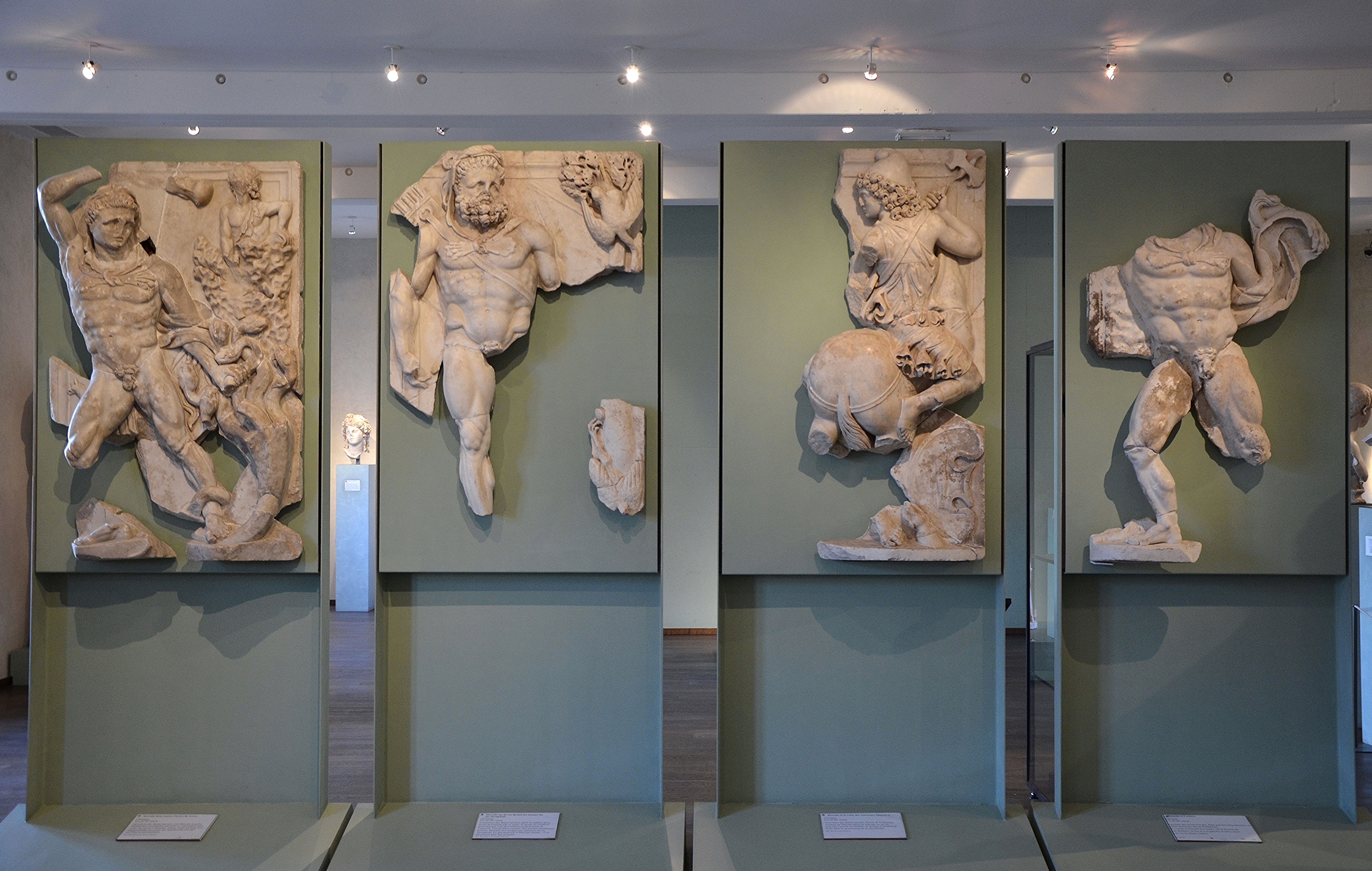
Les travaux d'Hercule exposés au musée Saint-Raymond de Toulouse.

### L'hydre de Lerne
Ce panneau est quasiment complet. Toute la scène est représentée, d'Hercule au monstre en passant par Iolaos, le neveu du héros. La partie gauche du panneau est dédiée à Hercule représenté en pied, et la partie droite contient l'hydre, elle aussi en entier, surmontée d'un grand feu alimenté par Iolaos.
Hercule porte déjà la dépouille du lion, mais est glabre. Il est armé d'une massue.

### Les oiseaux du lac Stymphale
Les morceaux retrouvés ne représentent que la moitié de la sculpture. Mais ces morceaux permettent de reconnaitre la scène à deux détails :
- Dans les coins en haut à droite et en bas à droite, on peut voir deux oiseaux en train de chuter, ailes le long du corps et tête en bas.
- La partie gauche de la sculpture, plus complète, représente Hercule portant un carquois. Dans la mythologie, Hercule tue les oiseaux avec des flèches.

Sur ce panneau, Hercule est représenté barbu et plus âgé. Il porte aussi une dépouille de lion, pattes croisées sur sa poitrine, gueule posée sur sa tête.

### Les pommes d'or du jardin des Hespérides
- autres travaux représentés :
  - Hercule contre le lion de Némée[Inv 1]
  - Hercule saisissant les cornes du taureau de Crète[Inv 2].
  - Hercule et Cerbère[Inv 3].
  - Hercule dans le jardin des Hespérides[Inv 4].

Hercule et Iolaos contre l'hydre de Lerne.
Hercule nettoyant les écuries d'Augias.
Hercule et le sanglier d'Érymanthe sous les yeux d'Eurysthée.
Hercule chassant les oiseaux du lac Stymphale.
Hercule et Géryon.
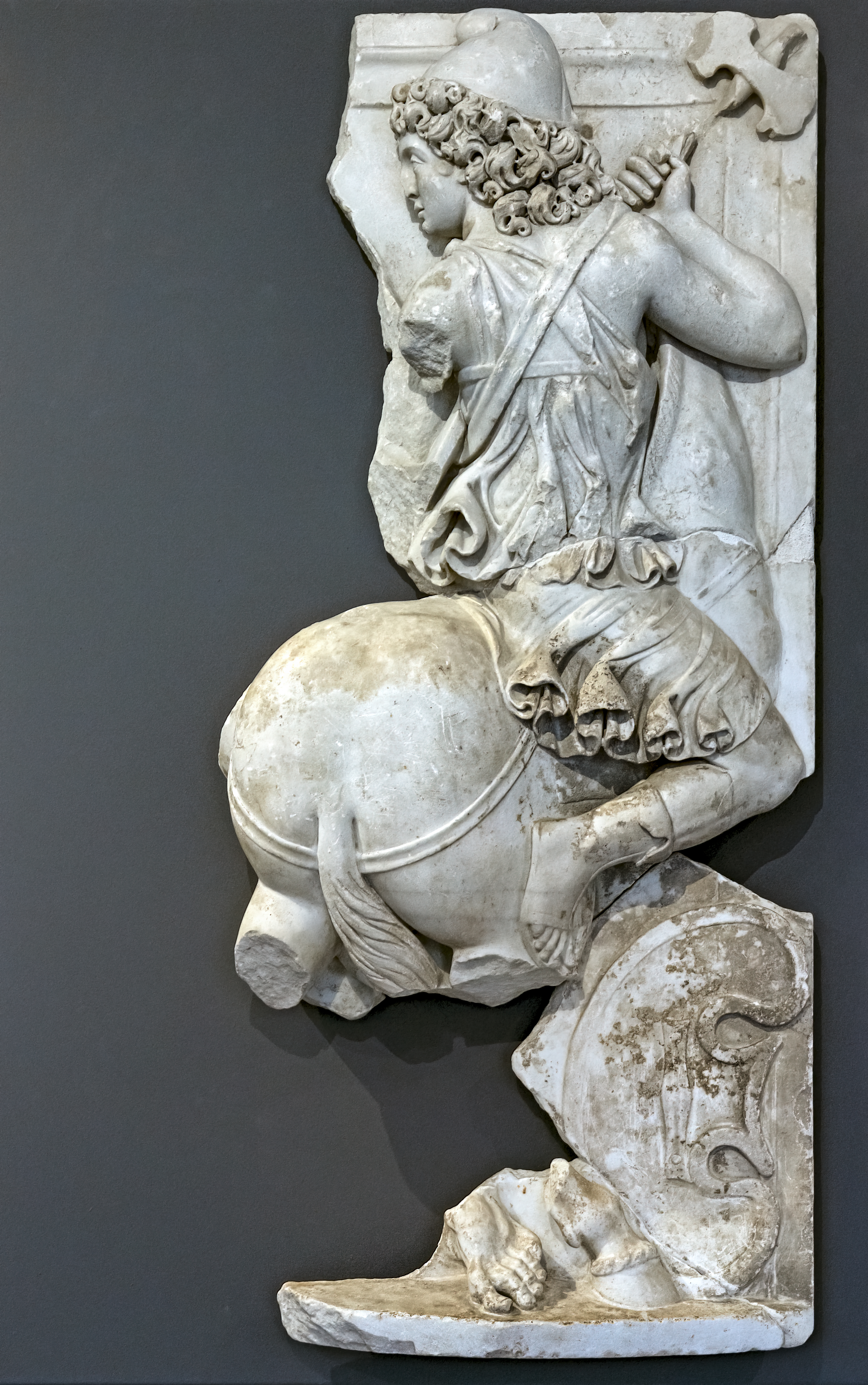
Hercule et l'amazone Hippolyté.
Hercule et Cerbère.
Hercule dans le jardin des Hespérides.
Hercule et Diomède.

  - Hercule et Diomède[Inv 5].

## Conservation
Au début du XXe siècle, la restauration et l'assemblage des morceaux avaient été faits selon une méthode qui ne permettait pas de garantir la bonne conservation des sculptures. Les sculptures étaient déformées ou oxydées par le béton armé, le plâtre ou le fer qui les maintenaient en place.
Au XXIe siècle, les morceaux sont désormais déposés sur une structure portante métallique démontable. Cette structure est aussi indéformable et inoxydable.
De plus, la sculpture représentant le combat contre Géryon a fait l'objet d'un scan 3D par l'entreprise Ima Solutions. Ce scan a permis de créer une reproduction miniature en résine qui est exposée dans le musée à côté de l’œuvre originale afin de permettre aux personnes en situation de handicap visuel d'appréhender l'apparence de la sculpture.

### Numéros d’inventaire au Musée Saint-Raymond
1. ↑  Inv. 30372 et Ra 28a - Inv. 30373.
2. ↑  Ra 28b - Inv. 30378.
3. 1 2  Ra 28e - Inv. 30379.
4. 1 2  Ra 28f - Inv. 30372, 30383.
5. 1 2  Ra 28i - Inv. 30380.
6. ↑  Inv. 30374.
7. ↑  Ra 28j - Inv. 30376.
8. ↑  Inv. 30375.
9. ↑  Ra 28g - Inv. 30377.
10. ↑  Ra 28l - Inv. 30382.
11. ↑  Ra 28h - Inv. 30381.